# Chadibe
Chadibe is een dorp in het district Central in Botswana. De plaats telt 2973 inwoners (2011).